# О, в тебе ревнощі?
«О, в тебе ревнощі?» — картина французького художника Поля Гогена, написана ним в полінезійський період творчості. В основі картини лежить сцена з життя, підглянута художником і описана потім у книзі «Ноа Ноа»:
| На березі дві сестри — вони щойно викупалися, і тепер їх тіла розкинулися на піску в невимушених хтивих позах — розмовляють про любов вчорашню і ту, що прийде завтра. Один зі спогадів викликає розбрат: «Як? Ти ревнуєш!» |
Поль Гоген надавав великого значення цьому полотну і в листі з Таїті другу писав, що це найкраще з того, що він поки що зробив.